# Heaven's Kitchen (BONNIE PINKの曲)
「Heaven's Kitchen」（ヘヴンズ・キッチン）は、BONNIE PINKの4枚目のシングル。1997年4月18日発売。発売元はポニーキャニオン。BONNIE PINKの代表曲の一つ。CDコードはPCDA-00958。

## 解説
前作から7ヶ月ぶりのシングル。アルバム『Heaven's Kitchen』先行シングルとして発売。
「Heaven's Kitchen」は1994年、BONNIE PINKが生まれて初めて作った曲。ap bank fes'07の楽屋でMr.Childrenの桜井和寿に「あれが最初の曲っていうのもすごいですね」と賞賛されていた（2007年8月12日・テレビ東京系『みゅーじん』談）。
この曲で初めてオリコン・チャートにチャート・インし、注目を集めることとなる。
自身初のタイアップ・ソング（味の素マヨネーズ「ピュアセレクト」CMソング、松竹配給映画「落下する夕方」挿入歌）。
初回限定盤のみ４面見開きの特殊パッケージ仕様。
限定盤でEPレコード盤もリリース（PCKA-00009）。

## 収録曲
作詞・作曲：Bonnie Pink　編曲：Tore “Dr.” Johansson
1. Heaven's Kitchen （3:51）
2. Let's Kiss and Make Up （3:43）
3. Heaven's Kitchen [Inst]

## 収録アルバム
- 『Heaven's Kitchen』（1.）
- 『Bonnie's Kitchen ＃1』（1.）
- 『Every Single Day -Complete BONNIE PINK（1995-2006）-』（1.）
- 『Dear Diary』初回限定特典CD「BONNIE PINK B-side collection(1996～2009)」に収録（2.）
- 『Back Room -BONNIE PINK Remakes-』（1.-リメイクされて収録。）
- 『プラチナムベスト BONNIE PINK〜BONNIE’S KITCHEN』（1.）

- 『SPARKRING』（1.‐コンピレーション･アルバムに収録）
- 『Japanese DREAM』（1.‐コンピレーション･アルバムに収録）
- 『New Music＜ニューミュージックの時代＞』（1.‐コンピレーション･アルバムに収録）
- 『GOOD MORNING＜15 J-POP Hits for Holiday Morning＞』（1.‐コンピレーション･アルバムに収録）
- 『HOLIDAY tunes~のんびりモード』（1.‐コンピレーション･アルバムに収録）
- オリジナル･アルバム未収録（2.）

## アナログ盤
『Heaven's Kitchen』（ヘヴンズ キッチン）は、BONNIE PINKの限定シングル・レコード盤。1997年4月18日発売。発売元はポニーキャニオン。規格コードはPCKA-00009。

## 解説
- 7インチ・ピクチャーレコードになっており、限定2000枚で8センチCDシングル｢Heaven's Kitchen｣と同時発売された。
- ジャケットは無く、透明エナメル・バッグに梱包されている。

## 収録曲

### A面
1. Heaven's Kitchen
(作詞・作曲:Bonnie Pink 編曲:Tore Johansson)
　味の素マヨネーズ「ピュアセレクト」CMソング
　松竹配給映画「落下する夕方」挿入歌

### B面
1. Lie Lie Lie
(作詞・作曲:Bonnie Pink 編曲:Tore Johansson)
　東映配給映画『Lie lie Lie』主題歌

## 収録アルバム
- 『Heaven's Kitchen』（A-1.、B-1.）
- 『Bonnie's Kitchen ＃1』（A-1.、B-1.）
- 『Every Single Day -Complete BONNIE PINK（1995-2006）-』（A-1.、B-1.）
- 『プラチナムベスト BONNIE PINK〜BONNIE’S KITCHEN』（A-1.、B-1.）
- オリジナル・サウンド・トラック『Lie lie Lie』（B-1.）
- 『SPARKRING』（A-1.‐コンピレーション･アルバムに収録）
- 『Japanese DREAM』（A-1.‐コンピレーション･アルバムに収録）
- 『New Music＜ニューミュージックの時代＞』（A-1.‐コンピレーション･アルバムに収録）
- 『GOOD MORNING＜15 J-POP Hits for Holiday Morning＞』（A-1.‐コンピレーション･アルバムに収録）